# Paratherina labiosa
Paratherina labiosa é uma espécie de peixe da família Telmatherinidae.
É endémica da Indonésia.